# Enrico II di Rodez
Enrico II, in occitano Enric II de Rodés, in francese: Henri II de Rodez (1236 circa – 4 settembre 1304), della Casa di Millau, è stato conte di Rodez e visconte di Carlat dal 1274 fino alla sua morte, oltre che trovatore e mecenate di trovatori.

## Origine
Enrico, secondo il Veterum Scriptorum, Tome I, era il figlio del Conte di Rodez, Ugo IV e di Isabelle de Roquefeuil, figlia di Raimondo II Signore di Roquefeuil e della moglie Delfina di Turenne, come ci viene confermato dal testamento della madre, Isabelle.
Secondo il documento n° IV dei Documents Carlat, Tome I ( non consultato), Ugo IV di Rodez era il figlio maschio primogenito del Conte di Rodez, Enrico I e di Alcayette d'Escoraille [de Scoralha] signora di Bénavent, Vic e Marmiesse, figlia di Guido II Signore d'Escorailles (Cantal) e della moglie Beatrice

## Biografia
Di Enrico si hanno scarse notizie: rimase vedovo della sua seconda moglie, Mascarose, dop il 1291; infatti in quella data, secondo la Histoire généalogique de la maison d'Auvergne, Tome II, Mascarose fece il suo testamento.
Nel 1301, secondo la Histoire généalogique de la maison d'Auvergne, Tome II, Enrico II, fece testamento ed aveva disposto che Cecilia sarebbe stata la sua erede per la contea di Rodez, mentre alle altre figlie lasciava i feudi minori.
Secondo un manoscritto del convento di Rodez, Enrico II morì il 4 settembre del 1304 e fu sepolto nel monastero di Bonval, accanto al padre.

## Matrimoni e figli
Enrico II aveva sposato nel 1256, Marchesa, figlia di Barral (signore di Baux e visconte di Marsiglia) e di Sibylle d'Anduze, come ci viene confermato dal contratto di matrimonio, del Veterum Scriptorum, Tome I. Marchesa morì presto (prima del 1270).
Enrico da Marchesa ebbe una figlia:
- Isabella († dopo il 1325), la quale ereditò la viscontea di Carlat e sposò il trovatore Goffredo V signore di Pons[5].

Dopo essere rimasto vedovo, Enrico II si sposò in seconde nozze con Mascarose, figlia del Conte di Comminges, Bernardo VI e di Teresa di cui non si conoscono gli ascendenti.
Enrico da Mascarose ebbe tre figlie:
- Valpurga, che ereditò la viscontea di Creyssel e la signoria di Roquefeuil, sposata, nel 1298, a Gastone d'Armagnac (morto nel 1326), visconte di Fézenzaguet[5]
- Cecilia (1272–1313), contessa di Rodez, sposata, nel 1298, a Bernardo VI, conte d'Armagnac e di Fezensac[5]
- Beatrice(† dopo il 1315), che ereditò le signorie di Scorailles e Saint-Christophe, sposata, nel 1295, a Bernardo III (morto nel 1325), signore di La Tour[5].

Rimasto vedovo nel 1292, Enrico si risposò per la terza volta nel 1302 con Anna di Poitiers († 1351), figlia di Aymar III di Valentinois, come ci conferma la Histoire généalogique des ducs de Bourgogne de la maison de France, che rimasta vedova (nel 1304), si risposò, nel 1313, con Giovanni I delfino d'Alvernia.
Enrico da Anna non ebbe alcuna discendenza.

## Mecenate e trovatore
Secondo Saverio Guida, nel suo Jocs poetici alla corte de Enrico II di Rodez (Modena) (1983) (non consultato) riporta che diversi trovatori vennero sostenuti dal mecenatismo di Enrico II che fu anche lui un trovatore; inoltre l'argomento è trattato anche da Margarita Egan, nel suo The Vidas of the Troubadours, che riporta che di Enrico II ci sono rimaste sei poesie: quattro tenzones e due partimen (se non altro cinque torneyamens). La sua breve vida ci riferisce di uno scambio di distici tra lo coms de Rodes (il conte di Rhodes) e Uc de Saint Circ. Il conte dichiara di avere rimesso in piedi Uc con il suo generoso mecenatismo. Tra gli altri trovatori che vennero sostenuti alla corte di Enrico c'erano Guiraut Riquier, Folquet de Lunel, Cerverí de Girona e Bertran Carbonel.

### Fonti primarie
- (LA)  Veterum Scriptorum, Tomus I.
- (LA)  Histoire généalogique de la maison d'Auvergne, Tome II.
- (FR)  Histoire généalogique des ducs de Bourgogne de la maison de France.

### Letteratura storiografica
- (EN)  Egan, Margarita, ed. and trans. The Vidas of the Troubadours. New York: Garland, 1984. ISBN 0-8240-9437-9.